# Wosnessenskoje (Kaliningrad)
Wosnessenskoje (russisch Вознесенское, deutsch Wenzlowischken, 1938–1945 Wenzbach) ist eine Siedlung im Südosten der russischen Oblast Kaliningrad. Sie gehört zur kommunalen Selbstverwaltungseinheit Stadtkreis Nesterow im Rajon Nesterow.

## Geographische Lage
Wosnessenskoje liegt vier Kilometer südlich von Newskoje (Pillupönen/Schloßbach) und sechs Kilometer nordwestlich der litauischen Stadt Vištytis im unmittelbaren und stark gesicherten Grenzgebiet zwischen Russland und Litauen (EU-Außengrenze). Durch den Ort verläuft die Regionalstraße 27A-059, welche die Rajonstadt Nesterow (Stallupönen/Ebenrode) mit dem Osten der Rominter Heide und der russisch-polnischen Grenze bei Żytkiejmy (Szittkehmen/Wehrkirchen) verbindet, wo aber kein Übergang besteht.
Bis in die 1970er Jahre war Newskoje die nächste Bahnstation an der Bahnstrecke Gołdap–Nesterow, die nach 1945 nur noch im russischen Abschnitt betrieben wurde und dann eingestellt wurde.

## Geschichte
Das frühere Wenzlowischken gehörte seit 1874 als Landgemeinde zum Amtsbezirk Pillupönen (1938–1945 Schloßbach, heute russisch: Newskoje) im Landkreis Stallupönen im Regierungsbezirk Gumbinnen der preußischen Provinz Ostpreußen. Im Jahr 1896 wurde das Vorwerk Hugenberg aus dem Gutsbezirk Bredauen nach Wenzlowischken umgemeindet. Im Jahr 1938 wurde Wenzlowischken in Wenzbach umbenannt.
Infolge des Zweiten Weltkrieges kam der Ort zur Sowjetunion. Im Jahr 1947 erhielt er den russischen Namen Wosnessenskoje und wurde gleichzeitig dem Dorfsowjet Newski selski Sowet im Rajon Nesterow zugeordnet. 1954 gelangte der Ort in den Pokryschkinski selski Sowet. Von 2008 bis 2018 gehörte Wosnessenskoje zur Landgemeinde Prigorodnoje selskoje posselenije und seither zum Stadtkreis Nesterow.

### Einwohnerentwicklung
| Jahr | Einwohner |
| ---- | --------- |
| 1910 | 310       |
| 1933 | 349       |
| 1939 | 326       |
| 2002 | 131       |
| 2010 | 105       |

## Kirche
In Wnezlowischken/Wenzbach lebte vor 1945 eine überwiegend evangelische Bevölkerung. Der Ort gehörte zum Kirchspiel Pillupönen (1938–1946 Schloßbach, russisch: Newskoje) im Kirchenkreis Stallupönen (1938–1946 Ebenrode, russisch: Nesterow) in der Kirchenprovinz Ostpreußen der Kirche der Altpreußischen Union. Letzter deutscher Geistlicher war Pfarrer Paul Meyer.
Während er Zeit der Sowjetunion war kirchliches Leben untersagt. In den 1990er Jahren bildete sich im ehemaligen Pfarrdorf Newskoje wieder eine evangelische Gemeinde, die sich in die Propstei Kaliningrad der Evangelisch-Lutherischen Kirche Europäisches Russland (ELKER) eingliederte. Die zuständigen Geistlichen sind die der Salzburger Kirche in Gussew (Gumbinnen).